# Miroslav Kundera
Miroslav Kundera (* 16. Mai 1965) ist ein ehemaliger tschechoslowakischer Radrennfahrer und nationaler Meister im Radsport.

## Sportliche Laufbahn
Kundera war Bahnradfahrer. Gemeinsam Miroslav Junec, Pavel Soukup und Svatopluk Buchta gewann er bei den UCI-Bahn-Weltmeisterschaften 1987 die Bronzemedaille in der Mannschaftsverfolgung. Den nationalen Titel in der Mannschaftsverfolgung gewann er 1987. Er startete für den Verein „Favorit Brno“. 
Im Straßenradsport bestritt er mit der Nationalmannschaft 1989 die Griechenland-Rundfahrt.